# 竹森莞爾
竹森 莞爾（たけもり かんじ、1945年 - ）は、日本の実業家。石原ケミカル株式会社代表取締役会長。

## 来歴
兵庫県豊岡市出身。
1968年、大阪経済大学経済学部を卒業し、石原薬品株式会社入社。
1997年に代表取締役社長に就任した。
2013年、代表取締役会長となる。